# Klosterris Hegn
Klosterris Hegn er en skov i Helsingør Kommune. Skoven er fredskov. Skoven er overvejende en blandet nåleskov og bøgeskov. Skovens størrelse er 342,2 ha.

## Geologi og jordbund
Skoven ligger i et morænelandskab fra sidste istid. Jornbunden er præget af sand og grus og mindre områder med ler. I forbindelse med mange mindre vandløb findes postglaciale aflejringer af tørv.

## Plantevækst
Skoven er domineret af bøg, eg og rødgran, men der findes også en del ær, birk, almindelig ædelgran og nobilis.
I skoven forekommer bølget bunke, almindelig kvik, almindelig hvene, tveskægget ærenpris, almindelig mangeløv, rød svingel og skov-hundegræs.

## Fredninger m.m.
Egentlige fredninger er ikke foretaget.
Skoven er fredsskov, og i skoven findes en række fredede fortidsminder.

## Anvendelse
Skoven er produktionsskov.
Skoven fungerer også som ekstensiv udflugtsskov. Klosterris Hegn indgår i Nationalpark Kongernes Nordsjælland.